# 山西大同大学
山西大同大学（さんせいだいどうだいがく）は中国山西省大同市にある大学。2002年7月に成立。雁北師範学院、大同医学専科学校、大同職業技術学院、山西工業職業技術学院が合併した総合大学である。同省朔州市に分校を有する。